# هیونز (کانزاس)
هیونز (به انگلیسی: Hewins) یک منطقهٔ مسکونی در ایالات متحده آمریکا است که در شهرستان چاتاکوآ، کانزاس واقع شده‌است.